# Аскарит
Аскари́т — асбест, пропитанный расплавленным гидроксидом натрия. В лабораторной практике аскарит применяется для поглощения кислотных газов — углекислого газа, галогеноводородов, галогенов, воды, а также в количественном элементном анализе органических соединений.
Аскарит превосходит по эффективности и удобству использования натронную известь и жидкие поглотители, дополнительным преимуществом аскарита является то, что степень активности аскарита легко определяется визуально: активный аскарит имеет светло-коричневый либо серо-коричневый цвет и при поглощении углекислого газа вследствие образования карбоната натрия белеет. При использовании поглощающих трубок, наполненных аскаритом, можно наблюдать чёткую границу между свежим и отработанным аскаритом. Свежеприготовленный аскарит может быть «пересушен», то есть содержать слишком мало воды, это приводит к поглощению углекислоты только на поверхности гранул и чёткой границы между белым карбонатизированным слоем и окрашенным аскаритом не образуется; в таком случае аскарит активируют, пропуская через поглотительную трубку ток инертного газа, содержащего микроколичество паров воды.
Аскарит применяется в качестве поглотителя углекислого газа при элементном анализе органических соединений как для очистки кислорода, используемого для сжигания навески, так и в качестве поглотителя воды и углекислоты в гравиметрическом определении суммы углерода и водорода в микроанализе по Преглю.